# Taekwondo na Światowych Wojskowych Igrzyskach Sportowych 2019
Taekwondo na Światowych Wojskowych Igrzyskach Sportowych 2019 – zawody, które odbywały się w chińskim Wuhanie w dniach od 23 do 26 października 2019 roku podczas igrzysk wojskowych.
Zawody zostały rozegrane na hali Wuhan Gymnasium. Najwięcej medali zdobyli reprezentanci Uzbekistanu (4 złote, 3 srebrnych oraz 3 brązowe).

## Harmonogram
| Październik | 21 | 22 | 23 | 24 | 25 | 26 | 27 |
| ----------- | -- | -- | -- | -- | -- | -- | -- |
| Taekwondo   |    |    | 4  | 4  | 4  | 4  |    |

| F | Finał (ilość) |

## Medaliści

### Mężczyźni
| Konkurencja | Złoto            | Srebro                       | Brąz                                            |
| do 54 kg    | Paulo Melo       | Akbarzdeh Kalaei Imam        | Otabek Turganbekov Liu Dongdong                 |
| do 58 kg    | Ulugbek Rashitov | Liang Yushuai                | Kylian Bonnet Mohammadhasan Palangafkan         |
| do 63 kg    | Kim Hyeong-woo   | Dylan Chellamootoo           | Niyaz Pulatov Ibrahim Zarman                    |
| do 68 kg    | Edival Marques   | Sardor Tirov                 | Emadi Mohammad Mehdi Abdelrahman Mostafa        |
| do 74 kg    | Firas Katoussi   | Park Sang-uk                 | Nikita Kriveichenko Amirmohammad Bakhshikalhori |
| do 80 kg    | Maksim Khramisov | Moises Hernandez Encarnacion | Seif Eissa Zhang Kai                            |
| do 87 kg    | Rafael Kamalov   | Seo Gwang-won                | Nour Eddine Ziani Jordan Isaiah Drake Stewart   |
| ponad 87 kg | Ruslan Żaparow   | Vladislav Larin              | Tian Jian Cho Min-kwang                         |

### Kobiety
| Konkurencja | Złoto                | Srebro                     | Brąz                                       |
| do 46 kg    | Wu Jiayi             | Yvette Hui Hua Yong        | Oezlem Gueruez Anastasia Artamonowa        |
| do 49 kg    | Madinabonu Mannopowa | Nour Abdelsalam            | Li Zhaoyi Ela Aydin                        |
| do 53 kg    | Charos Kayumova      | Roxana Nadja Nothaft       | Leonor Saraiva Wei Xiaojing                |
| do 57 kg    | Elena Evlampeva      | Dinorakhon Mamadibragimova | Anna lena Froemming Zhan Tianrui           |
| do 62 kg    | Song Jie             | Caroline Santos            | Feruza Sadikova Ashley Nicole Kraayeveld   |
| do 67 kg    | Zhang Mengyu         | Nigora Tursunkulova        | Anastasia Baklanova Hedaya Malak           |
| do 73 kg    | Li Chen              | Vanessa Maria Koerndl      | Maristella Smiraglia Raiany Fidelis        |
| ponad 73 kg | Svetłana Osipova     | Solene Avoulette           | Gabriele Ribesro de Siqueina Olga Muzyczka |

## Klasyfikacja medalowa
* Gospodarz zawodów został zaznaczony tym kolorem.
| Miejsce            | Reprezentacja      | Złoto | Srebro | Brąz | Razem |
| ------------------ | ------------------ | ----- | ------ | ---- | ----- |
| 1                  | Uzbekistan         | 4     | 3      | 3    | 10    |
| 2                  | Chiny *            | 4     | 1      | 6    | 11    |
| 3                  | Rosja              | 3     | 1      | 4    | 8     |
| 4                  | Brazylia           | 2     | 1      | 3    | 6     |
| 5                  | Korea Południowa   | 1     | 2      | 1    | 4     |
| 6                  | Kazachstan         | 1     | 0      | 0    | 1     |
| 6                  | Tunezja            | 1     | 0      | 0    | 1     |
| 8                  | Niemcy             | 0     | 2      | 3    | 5     |
| 9                  | Francja            | 0     | 2      | 1    | 3     |
| 10                 | Egipt              | 0     | 1      | 3    | 4     |
| 10                 | Iran               | 0     | 1      | 3    | 4     |
| 12                 | Kanada             | 0     | 1      | 2    | 3     |
| 13                 | Dominikana         | 0     | 1      | 0    | 1     |
| 14                 | Indonezja          | 0     | 0      | 1    | 1     |
| 14                 | Maroko             | 0     | 0      | 1    | 1     |
| 14                 | Włochy             | 0     | 0      | 1    | 1     |
| Ogółem (18 państw) | Ogółem (18 państw) | 16    | 16     | 32   | 64    |

Źródło